# Диборид триниобия
Диборид триниобия — бинарное неорганическое соединение металла ниобия и бора 
с формулой Nb3B2,
серые кристаллы,
не растворимые в воде.

## Получение
- Сплавление стехиометрической смеси ниобия и бора:

{\displaystyle {\mathsf {3Nb+2B\ {\xrightarrow {T}}\ Nb_{3}B_{2}}}}

## Физические свойства
Диборид триниобия образует серые кристаллы 
тетрагональной сингонии,
пространственная группа I 4/mcm,
параметры ячейки a = 0,6185 нм, c = 0,3280 нм, Z = 2